# Bolbitis tonkinensis
Bolbitis tonkinensis är en träjonväxtart som först beskrevs av Carl Frederik Albert Christensen och Ren-Chang Ching, och fick sitt nu gällande namn av Kunio Iwatsuki. Bolbitis tonkinensis ingår i släktet Bolbitis och familjen Dryopteridaceae. Inga underarter finns listade.